# Lobelia hintoniorum
Lobelia hintoniorum är en klockväxtart som beskrevs av Billie Lee Turner. Lobelia hintoniorum ingår i släktet lobelior, och familjen klockväxter. Inga underarter finns listade i Catalogue of Life.